# Dirka po Italiji 1954
Dirka po Italiji 1954 (italijansko Giro d'Italia 1954) je 37. izvedba dirke po Italiji, tritedenske moške cestne kolesarske etapne dirke. Začela se je 21. maja v Palermu in končala 13. junija v Milanu. Sodelovalo je 105 kolesarjev iz 16-ih ekip. Rožnato majico je prvič osvojil Carlo Clerici, drugo mesto Hugo Koblet (oba Guerra–Ursus), tretje pa Nino Assirelli (Arbos). Zeleno majico je osvojil Fausto Coppi (Bianchi–Pirelli).

## Ekipe
- Arbos
- Atala
- Bartali
- Bianchi–Pirelli
- Bottecchia
- Clement
- Doniselli-Lansetina
- Fréjus
- Girardengo–Eldorado
- Guerra–Ursus
- Ideor
- Ignis
- Legnano
- Locomotief
- Nivea–Fuchs
- Torpado–Ursus

## Etape
| Etapa | Datum     | Štart/Cilj                         | Razdalja    | Tip         | Tip                  | Zmagovalec                |
| ----- | --------- | ---------------------------------- | ----------- | ----------- | -------------------- | ------------------------- |
| 1     | 21. maj   | Palermo                            | 36 km       |             | ekipni kronometer    | Bianchi–Pirelli           |
| 2     | 22. maj   | Palermo – Taormina                 | 280 km      |             | gorska etapa         | Giuseppe Minardi (ITA)    |
| 3     | 23. maj   | Reggio Calabria – Catanzaro        | 172 km      |             | ravninska etapa      | Nino Defilippis (ITA)     |
| 4     | 24. maj   | Catanzaro – Bari                   | 352 km      |             | ravninska etapa      | Angelo Conterno (ITA)     |
|       | 25. maj   | dan počitka                        | dan počitka | dan počitka | dan počitka          | dan počitka               |
| 5     | 26. maj   | Bari – Neapelj                     | 279 km      |             | ravninska etapa      | Rik Van Steenbergen (BEL) |
| 6     | 27. maj   | Neapelj – L'Aquila                 | 252 km      |             | ravninska etapa      | Carlo Clerici (SUI)       |
| 7     | 28. maj   | L'Aquila – Rim                     | 150 km      |             | ravninska etapa      | Giorgio Albani (ITA)      |
| 8     | 29. maj   | Neapelj – Chianciano Terme         | 195 km      |             | ravninska etapa      | Giovanni Pettinati (ITA)  |
| 9     | 30. maj   | Chianciano Terme – Firence         | 180 km      |             | ravninska etapa      | Giovanni Corrieri (ITA)   |
| 10    | 31. maj   | Firence – Cesenatico               | 211 km      |             | gorska etapa         | Pietro Giudici (ITA)      |
| 11    | 1. junij  | Cesenatico – Abetone               | 230 km      |             | gorska etapa         | Mauro Gianneschi (ITA)    |
| 12    | 2. junij  | Abetone – Genova                   | 251 km      |             | ravninska etapa      | Hilaire Couvreur (BEL)    |
| 13    | 3. junij  | Genova – Torino                    | 211 km      |             | ravninska etapa      | Wout Wagtmans (NED)       |
| 14    | 4. junij  | Torino – Brescia                   | 240 km      |             | ravninska etapa      | Annibale Brasola (ITA)    |
|       | 5. junij  | dan počitka                        | dan počitka | dan počitka | dan počitka          | dan počitka               |
| 15    | 6. junij  | Gardone Riviera – Riva del Garda   | 42 km       |             | posamični kronometer | Hugo Koblet (SUI)         |
| 16    | 7. junij  | Riva del Garda – Abano Terme       | 131 km      |             | ravninska etapa      | Rik Van Steenbergen (BEL) |
| 17    | 8. junij  | Abano Terme – Padova               | 105 km      |             | ravninska etapa      | Rik Van Steenbergen (BEL) |
| 18    | 9. junij  | Padova – Grado                     | 177 km      |             | ravninska etapa      | Adolfo Grosso (ITA)       |
| 19    | 10. junij | Grado – San Martino di Castrozza   | 247 km      |             | ravninska etapa      | Wout Wagtmans (NED)       |
| 20    | 11. junij | San Martino di Castrozza – Bolzano | 152 km      |             | gorska etapa         | Fausto Coppi (ITA)        |
| 21    | 12. junij | Bolzano – Saint Moritz (Švica)     | 222 km      |             | gorska etapa         | Hugo Koblet (SUI)         |
| 22    | 13. junij | Saint Moritz (Švica) – Milano      | 222 km      |             | ravninska etapa      | Rik Van Steenbergen (BEL) |
|       | Skupaj    | Skupaj                             | 4337 km     | 4337 km     | 4337 km              | 4337 km                   |

## Razvrstitev po klasifikacijah
| Etapa  | Zmagovalec          | Rožnata majica · | Zelena majica ·                                   | Ekipno              |
| ------ | ------------------- | ---------------- | ------------------------------------------------- | ------------------- |
| 1      | Bianchi–Pirelli     | Fausto Coppi     | brez                                              | Bianchi–Pirelli     |
| 2      | Giuseppe Minardi    | Giuseppe Minardi | Giuseppe Minardi                                  | Legnano             |
| 3      | Nino Defilippis     | Giuseppe Minardi | Giuseppe Minardi                                  | Guerra–Ursus        |
| 4      | Angelo Conterno     | Giuseppe Minardi | Giuseppe Minardi                                  | Girardengo–Eldorado |
| 5      | Rik Van Steenbergen | Gerrit Voorting  | Giuseppe Minardi                                  | Girardengo–Eldorado |
| 6      | Carlo Clerici       | Carlo Clerici    | Giuseppe Minardi                                  | Girardengo–Eldorado |
| 7      | Giorgio Albani      | Carlo Clerici    | Giuseppe Minardi                                  | Girardengo–Eldorado |
| 8      | Giovanni Pettinati  | Carlo Clerici    | Giuseppe Minardi                                  | Girardengo–Eldorado |
| 9      | Giovanni Corrieri   | Carlo Clerici    | Giuseppe Minardi                                  | Girardengo–Eldorado |
| 10     | Pietro Giudici      | Carlo Clerici    | Giuseppe Minardi in Primo Volpi                   | Girardengo–Eldorado |
| 11     | Mauro Gianneschi    | Carlo Clerici    | Mauro Gianneschi, Giuseppe Minardi in Primo Volpi | Girardengo–Eldorado |
| 12     | Hilaire Couvreur    | Carlo Clerici    | Mauro Gianneschi, Giuseppe Minardi in Primo Volpi | Girardengo–Eldorado |
| 13     | Wout Wagtmans       | Carlo Clerici    | Mauro Gianneschi, Giuseppe Minardi in Primo Volpi | Girardengo–Eldorado |
| 14     | Annibale Brasola    | Carlo Clerici    | Mauro Gianneschi, Giuseppe Minardi in Primo Volpi | Girardengo–Eldorado |
| 15     | Hugo Koblet         | Carlo Clerici    | Mauro Gianneschi, Giuseppe Minardi in Primo Volpi | Girardengo–Eldorado |
| 16     | Rik Van Steenbergen | Carlo Clerici    | Mauro Gianneschi, Giuseppe Minardi in Primo Volpi | Girardengo–Eldorado |
| 17     | Rik Van Steenbergen | Carlo Clerici    | Mauro Gianneschi, Giuseppe Minardi in Primo Volpi | Girardengo–Eldorado |
| 18     | Adolfo Grosso       | Carlo Clerici    | Mauro Gianneschi, Giuseppe Minardi in Primo Volpi | Girardengo–Eldorado |
| 19     | Wout Wagtmans       | Carlo Clerici    | Mauro Gianneschi, Giuseppe Minardi in Primo Volpi | Girardengo–Eldorado |
| 20     | Fausto Coppi        | Carlo Clerici    | Fausto Coppi                                      | Girardengo–Eldorado |
| 21     | Hugo Koblet         | Carlo Clerici    | Fausto Coppi                                      | Girardengo–Eldorado |
| 22     | Rik Van Steenbergen | Carlo Clerici    | Fausto Coppi                                      | Girardengo–Eldorado |
| Skupaj | Skupaj              | Carlo Clerici    | Fausto Coppi                                      | Girardengo–Eldorado |

## Končna razvrstitev
| Legenda | Legenda                                  | Legenda | Legenda                                    |
| ------- | ---------------------------------------- | ------- | ------------------------------------------ |
|         | Predstavlja vodilnega v skupnem seštevku |         | Predstavlja vodilnega v gorski razvrstitvi |

### Rožnata majica
| Poz. | Kolesar                | Ekipa           | Čas         |
| ---- | ---------------------- | --------------- | ----------- |
| 1    | Carlo Clerici (SUI)    | Guerra–Ursus    | 129h 13' 7" |
| 2    | Hugo Koblet (SUI)      | Guerra–Ursus    | + 24' 16"   |
| 3    | Nino Assirelli (ITA)   | Arbos           | + 26' 28"   |
| 4    | Fausto Coppi (ITA)     | Bianchi–Pirelli | + 31' 17"   |
| 5    | Giancarlo Astrua (ITA) | Atala           | + 33' 09"   |
| 6    | Fiorenzo Magni (ITA)   | Nivea–Fuchs     | + 34' 01"   |
| 7    | Gerrit Voorting (NED)  | Locomotief      | + 35' 05"   |
| 8    | Pasquale Fornara (ITA) | Bottecchia      | + 36' 21"   |
| 9    | Fritz Schär (SUI)      | Guerra–Ursus    | + 40' 51"   |
| 10   | Angelo Conterno (ITA)  | Fréjus          | + 41' 07"   |

### Zelena majica
| Poz. | Kolesar                 | Ekipa           | Točke |
| ---- | ----------------------- | --------------- | ----- |
| 1    | Fausto Coppi (ITA)      | Bianchi–Pirelli | 6     |
| 2    | Giancarlo Astrua (ITA)  | Atala           | 5     |
| 3    | Primo Volpi (ITA)       | Arbos           | 3     |
| 3    | Mauro Gianneschi (ITA)  | Arbos           | 3     |
| 3    | Vincenzo Rossello (ITA) | Nivea–Fuchs     | 3     |
| 3    | Angelo Conterno (ITA)   | Fréjus          | 3     |
| 7    | Pasquale Fornara (ITA)  | Bottecchia      | 2     |
| 8    | Gerrit Voorting (NED)   | Locomotief      | 1     |
| 8    | Adolfo Grosso (ITA)     | Atala           | 1     |
| 8    | Nino Defilippis (ITA)   | Torpado–Ursus   | 1     |
| 8    | Jesus Loroño (ESP)      | Ideor           | 1     |

### Vmesni šprinti
| Poz. | Kolesar                   | Ekipa               | Točke |
| ---- | ------------------------- | ------------------- | ----- |
| 1    | Rik Van Steenbergen (BEL) | Girardengo–Eldorado | 113   |
| 2    | Rino Benedetti (ITA)      | Legnano             | 45    |
| 3    | Giorgio Albani (ITA)      | Legnano             | 42    |
| 4    | Guido De Santi (ITA)      | Bottecchia          | 29    |
| 5    | Adolfo Grosso (ITA)       | Atala               | 25    |
| 6    | Giovanni Pettinati (ITA)  | Torpado–Ursus       | 20    |
| 7    | Giovanni Corrieri (ITA)   | Bartali             | 19    |
| 8    | Renzo Soldani (ITA)       | Doniselli           | 18    |
| 8    | Hilaire Couvreur (BEL)    | Girardengo–Eldorado | 18    |
| 8    | Renato Ponzini (ITA)      | Arbos               | 18    |

### Ekipna razvrstitev
| Poz. | Ekipa               | Točke |
| ---- | ------------------- | ----- |
| 1    | Girardengo–Eldorado | 152   |
| 2    | Legnano             | 101   |
| 3    | Bottecchia          | 71    |
| 4    | Arbos               | 61    |
| 5    | Torpado–Ursus       | 47    |
| 6    | Bianchi–Pirelli     | 45    |
| 7    | Atala               | 43    |
| 8    | Locomotief          | 40    |
| 9    | Doniselli-Lansetina | 34    |
| 10   | Nivea–Fuchs         | 30    |